# Jerzy Eperyaszy
Jerzy Eperyaszy herbu własnego – stolnik żmudzki, podstoli żmudzki w latach 1633-1643, dworzanin Jego Królewskiej Mości.
Poseł na sejm 1643 roku.